# Naomi Amarger
Naomi Amarger est une actrice et directrice de la photographie française, née le 10 septembre 1996.
Elle est surtout connue pour avoir joué dans plusieurs films de Marie-Castille Mention-Schaar, dont Le ciel attendra qui lui a valu une nomination pour le César du meilleur espoir féminin.

## Filmographie

### Actrice
- 2014 : Les Héritiers de Marie-Castille Mention-Schaar : Julie
- 2016 : À tous les vents du ciel de Christophe Lioud : Mia
- 2016 : Le ciel attendra de Marie-Castille Mention-Schaar : Mélanie Thenot
- 2018 : La Fête des mères de Marie-Castille Mention-Schaar

### Directrice de la photographie
- 2023 : Divertimento de Marie-Castille Mention-Schaar
- 2023 : The Disappearance of Shere Hite de Nicole Newnham
- 2025 : Le Rendez-vous de l'été de Valentine Cadic

## Distinctions
- Césars 2017 : nomination comme meilleur espoir féminin pour Le ciel attendra
- Prix Lumières 2017 : nomination comme meilleur espoir féminin pour Le ciel attendra